# فيكتوريا كوزموفا
فيكتوريا كوزموفا (مواليد 11 مايو 1998) هي لاعبة تنس محترفة سلوفاكية، أعلى تصنيف لها في الفردي كان ال43 في مارس 2019.

## روابط خارجية
- فيكتوريا كوزموفا على موقع رابطة محترفات التنس (الإنجليزية)
- فيكتوريا كوزموفا على موقع الاتحاد الدولي لكرة المضرب (الإنجليزية)
- فيكتوريا كوزموفا على موقع كأس بيلي جين كينغ (الإنجليزية)
- فيكتوريا كوزموفا على موقع بطولة ويمبلدون (الإنجليزية)
- فيكتوريا كوزموفا على موقع خلاصة التنس.كوم (الإنجليزية)
- فيكتوريا كوزموفا على موقع اللجنة الأولمبية الدولية (الإنجليزية)
- فيكتوريا كوزموفا على موقع أوليمبيديا (الإنجليزية)
- فيكتوريا كوزموفا على موقع اللجنة الأولمبية السلوفاكية (السلوفاكية)